# Gbagbam
Gbagbam è una città e sottoprefettura della Costa d'Avorio appartenente al  dipartimento di Fresco. Conta una popolazione di 23 649 abitanti (censimento 2014).